# Wespengift
Wespengift bezeichnet das Insektengift von Wespen. Manche Bestandteile des Wespengifts (Wespengiftallergene) gehören zu den Injektionsallergenen.

## Eigenschaften
Wespengift enthält Proteine, Peptide, biogene Amine und Aminosäuren. Unter den Proteinen finden sich das Antigen 5, die Phospholipase A1, Phospholipase A2 und die Hyaluronidase, die gleichzeitig auch die häufigsten Allergene im Wespengift sind. Die Phospholipasen hydrolysieren Membranlipide in den Zellmembranen von Zellen, während die Hyaluronidase Hyaluronsäure in der extrazellulären Matrix hydrolysiert.
In manchen Wespenarten kommen Magnvesin und Dipeptidylpeptidase 4 sowie Phospholipase B vor. Die Peptide umfassen neurotoxische Peptide, Kinine, Mastoparane (darunter Polybia-MP-I) und chemotaktische Alarmpheromone. Einzelne Peptide im Wespengift sind z. B. Eumenitin, Eumenitin-R, Eumenitin-F, EpVP, Decoralin und Anoplin. Mastoparane erzeugen eine Ausschüttung von Histamin aus Mastzellen, wie auch die biogenen Amine. Gegen Allergien auf Wespengiftallergene kann eine Hyposensibilisierung durchgeführt werden.